# Nacimiento de Un Hombre Nuevo
Nacimiento de Un Hombre Nuevo (deutsch: Geburt eines neuen Menschen), im Volksmund als „El Huevo de Colón“ (deutsch: „Ei des Kolumbus“) bezeichnet, ist eine große Skulptur in der spanischen Stadt Sevilla. Sie wurde von dem georgisch-russischen Bildhauer Surab Zereteli entworfen und ist ein Geschenk der Stadt Moskau an Sevilla.

## Beschreibung
Die Außenhülle der 45 m hohen Bronze-Skulptur hat die Form eines Eies. Die Schale wird aus drei großen Flächen gebildet, welche die Segel der Schiffe darstellen, mit denen Christoph Kolumbus 1492 die neue Welt Amerika entdeckte. Im Zentrum jeder Fläche ist eine Öffnung in Form eines Templerkreuzes zu erkennen, das auch die Segel der Schiffe zierte. Zusammengehalten werden die Segel von gedrehten Strukturen, die die Taue darstellen.
Im Inneren steht eine 32 m hohe Statue von Christoph Kolumbus. In seinen Händen hält er eine ausgerollte Navigationskarte mit drei reliefartig aufgebrachten Schiffsmodellen. Sie stellen die drei Segelkaravellen Santa Maria, Niña und Pinta auf ihrem Weg nach Amerika dar.

Die Statue ist vor dem Christus von Otero die größte Statue in Spanien und eine der größten Statuen in Europa. Sie ist ein Symbol für den Wandel der Weltanschauung, den die Entdeckung Amerikas ausgelöst hat. Die Skulptur ist der erste Teil des Projekts „Wie Europa Amerika entdeckte“. Der zweite Teil befindet sich in Amerika mit der deutlich größeren Skulptur „Die Geburt einer neuen Welt“.

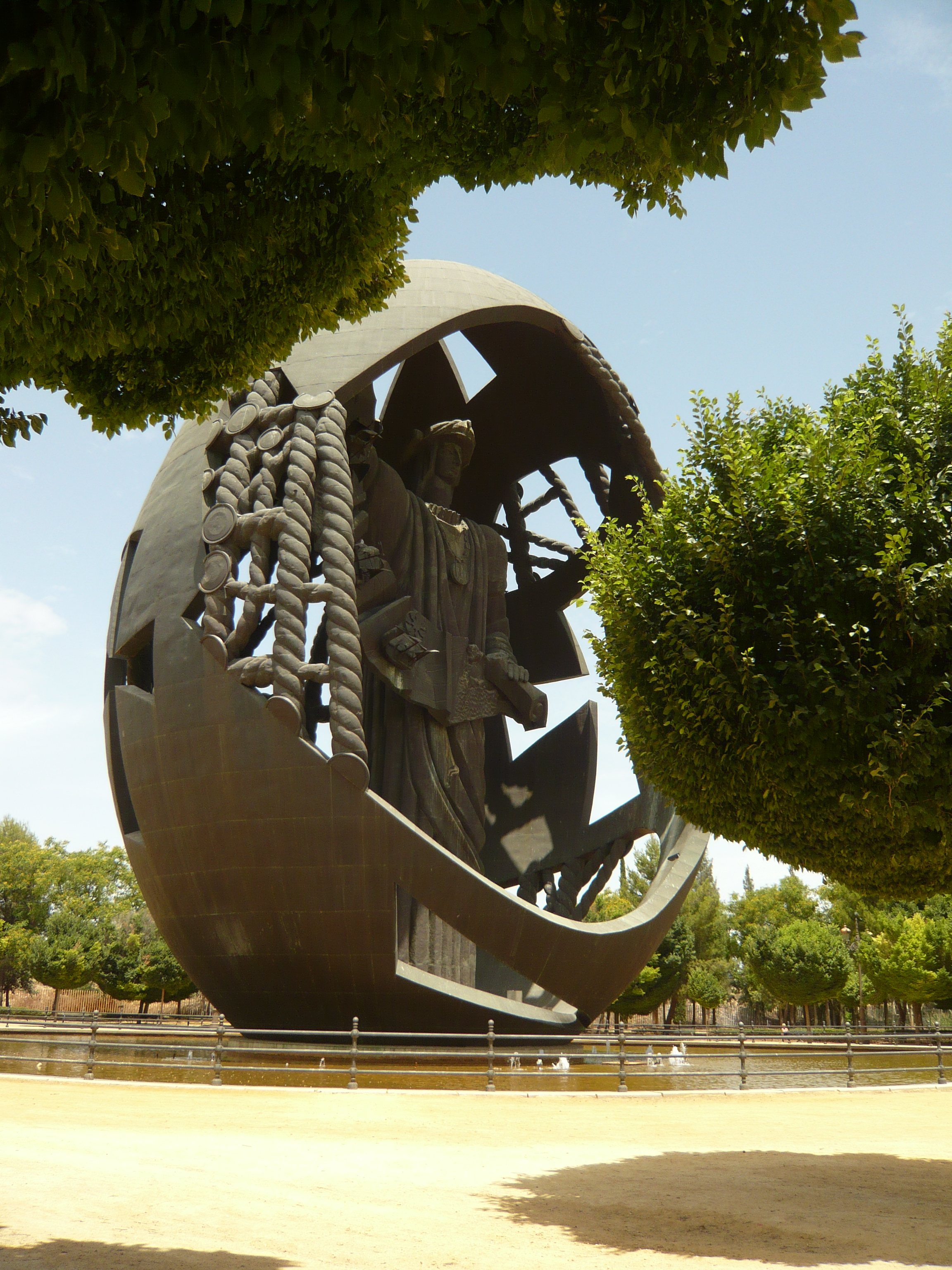
Seitenansicht
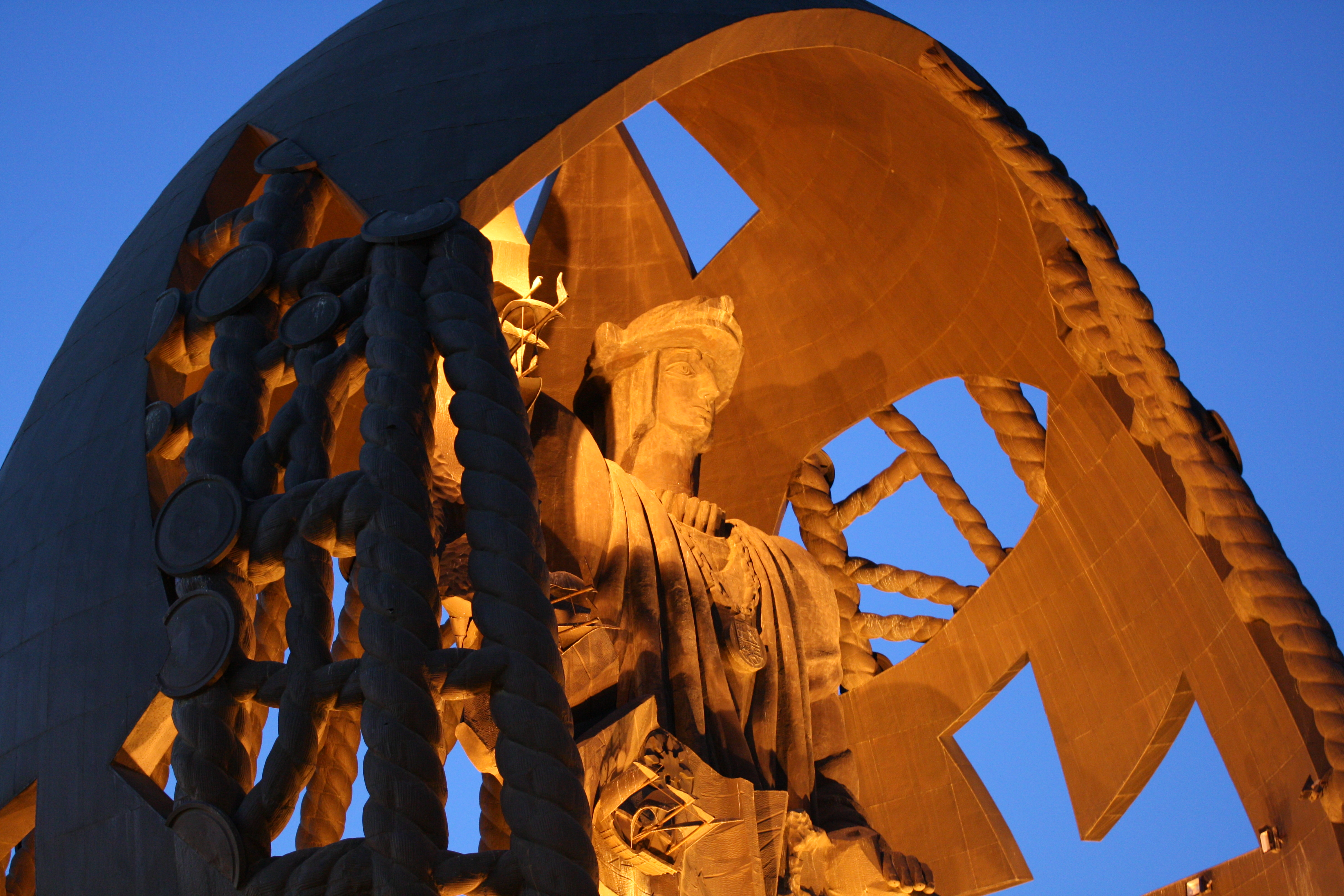
Beleuchteter Innenraum

## Lage
Die Skulptur befindet sich am Ende einer zentralen Allee im Park von San Jerónimo im Norden der Stadt Sevilla. Die Skulptur ist von einem runden Wasserbecken mit Fontänen umgeben. Am Außenrand führt ein kreisförmiger Weg herum, der die Betrachtung des Kunstwerks von allen Seiten erlaubt.

## Hintergrund und Bau
Der Ursprung des etwa 148.000 m² großen Parks war die Expo 92. Auf der Fläche des jetzigen Parks wurden Pflanzen für die Weltausstellung herangezogen bzw. nach Anlieferung aus aller Welt akklimatisiert. Nach der Ausstellung wurde das Gelände zu einem Erholungspark umgestaltet.
Zwischen Sevilla und Moskau fanden 1992 Gespräche zum 500. Jahrestag der Entdeckung Amerikas durch Kolumbus statt. 1993 einigte man sich darauf, eine Statue aufzustellen, die der russische Bildhauer Surab Zereteli entwarf. Diese Statue wurde im August 1994 in Einzelteilen per Schiff von Sankt Petersburg in den baskischen Hafen von Santurtzi bei Bilbao transportiert. Von dort gelangte sie mit einem Spezial-Lkw zur Aufstellung nach Sevilla. Eingeweiht wurde die Skulptur im Oktober 1995 von der Infantin Elena de Borbón.

## Zustand
Die Bronzearbeit ist seit Jahrzehnten Opfer fortgesetzter Plünderungen. Wurden am Anfang nur die unteren Platten im Inneren der Skulptur gestohlen, fehlen inzwischen auf der Innenseite des Eies Platten auf einer Höhe von bis zu 15 m, so dass der Schaden für den Betrachter leicht ersichtlich ist. Durch die Demontage der Platten ist die darunter liegende Gerüststruktur freigelegt und es entstehen Nischen, die als Zufluchtsorte von Vögeln, insbesondere Tauben, genutzt werden.

## Die UNESCO-Statue
Eine kleinere Nachbildung der Skulptur steht vor dem UNESCO-Gebäude in Paris. Sie wurde 1996 vom Künstler anlässlich seiner Ernennung zum UNESCO-Sonderbotschafter an die UNESCO gespendet. Diese Nachbildung ist 160 × 112 × 90 cm groß.